# 1-Pentanol
1-Pentanol (n-pentanol, pentan-1-ol) je alkohol sa pet atoma ugljenika i molekulskom formulom . 1-Pentanol je bezbojna tečnost neprijatnog mirisa. Postoji 8 alkohola sa tom molekulskom formulom (amil alkohol). Estar formiran iz buterne kiseline i 1-pentanola, pentil butirat, miriše poput kajsija. Estar sirćetne kiseline i 1-pentanola, amil acetat (pentil acetat), miriše poput banaja.